# Zholaman Sharshenbekov
Zholaman Sharshenbekov (en kirghize, Шаршенбеков Жоламан Назарбекович), né le 29 septembre 1999 à Talas, est un lutteur kirghizstanais pratiquant la lutte gréco-romaine.
Révélé très jeune sur la scène internationale, il s’impose rapidement comme l’un des meilleurs représentants de sa discipline. Spécialiste de la catégorie des moins de 60 kg, il remporte plusieurs médailles dans les grands championnats, dont l’argent aux Championnats du monde en 2018 et 2021, puis l’or en 2022 et 2023. Il s’illustre également sur le continent asiatique avec plusieurs titres aux Championnats d’Asie et une médaille d’or aux Jeux asiatiques de 2022.
En 2024, il décroche la médaille de bronze aux Jeux olympiques de Paris, offrant au Kirghizistan sa première récompense olympique en lutte gréco-romaine.

## Biographie

### Jeunesse
Zholaman Nazarbekovich Sharshenbekov naît le 29 septembre 1999 à Talas, au Kirghizistan. Il grandit dans une fratrie de cinq enfants, au sein d’une famille où son père, Nazarbek Rysaliev est entrepreneur, et sa mère, Gulnara Zhumanalieva, enseignante de mathématiques dans un établissement de Bichkek, la capitale.
Il débute la lutte gréco-romaine à l’âge de neuf ans, au club Dordoi, sous la direction de Hakim Makhmudov, qui demeure encore aujourd'hui son entraîneur principal. Il est diplômé de l’Académie kirghize d’éducation physique et du sport à Bichkek.

### Carrière sportive

#### Jeux olympiques 2024
Grâce à sa victoire aux précédents Championnats du monde, Zholaman Sharshenbekov participe aux Jeux olympiques de Paris 2024 dans la catégorie des moins de 60 kg. Il s'agit de sa deuxième participation aux Jeux olympiques, après ceux de Tokyo en 2021.
Favori de la compétition, il débute le tournoi par une victoire au premier tour contre le Kazakh Aidos Sultangali, s’imposant 6 à 3. En quart de finale, il domine nettement le Roumain Răzvan Arnăut, remportant le combat 9 à 0 grâce à une nette supériorité technique. Opposé en demi-finale au Japonais Ken'ichirō Fumita, champion olympique en titre et grand favori de la compétition, Sharshenbekov s’incline de justesse 4 à 3 au terme d’un combat disputé. Reversé dans le match pour la médaille de bronze, il affronte l’Iranien Mehdi Mohsennejad. Il prend rapidement l’avantage et maîtrise la rencontre, s’imposant finalement 3 à 1. Il décroche ainsi la médaille de bronze, la première de sa carrière olympique.
À l’issue du tournoi olympique, il annonce son intention de changer de catégorie et de poursuivre sa carrière chez les moins de 67 kg.

## Palmarès
| Année | Compétition                       | Lieu                  | Résultat | Catégorie |
| ----- | --------------------------------- | --------------------- | -------- | --------- |
| 2018  | Championnats d'Asie               | Bichkek, Kirghizistan | 2e       | GC -55 kg |
| 2018  | Championnats du monde             | Budapest, Hongrie     | 2e       | GC -55 kg |
| 2019  | Championnats du monde U23         | Budapest, Hongrie     | 2e       | GC -60 kg |
| 2020  | Championnats d'Asie               | New Delhi, Inde       | 2e       | GC -60 kg |
| 2021  | Jeux olympiques                   | Tokyo, Japon          | 7e       | GC -60 kg |
| 2021  | Championnats du monde             | Oslo, Norvège         | 2e       | GC -60 kg |
| 2022  | Championnats d'Asie               | Oulan-Bator, Mongolie | 1er      | GC -60 kg |
| 2022  | Jeux de la solidarité islamique   | Konya, Turquie        | 1er      | GC -60 kg |
| 2022  | Championnats du monde             | Belgrade, Serbie      | 1er      | GC -60 kg |
| 2023  | Tournoi Dan Kolov & Nikola Petrov | Sofia, Bulgarie       | 1er      | GC -60 kg |
| 2023  | Championnats d'Asie               | Astana, Kazakhstan    | 1er      | GC -60 kg |
| 2023  | Championnats du monde             | Belgrade, Serbie      | 1er      | GC -60 kg |
| 2023  | Jeux asiatiques                   | Hangzhou, Chine       | 1er      | GC -60 kg |
| 2024  | Championnats d'Asie               | Bichkek, Kirghizistan | 1er      | GC -60 kg |
| 2024  | Jeux olympiques                   | Paris, France         | 3e       | GC -60 kg |